# Бережний Олексій Тимофійович
Олексі́й Тимофі́йович Бережний (нар. 26 лютого 1952, с. Нова Водолага, Харківська обл.) — народний депутат України 2-го скликання, заступник голови з питань підприємств переробної промисловості

## Життєпис
Народився в с. Нова Водолага, Харківська області, українець; одружений, має 2 синів.
По закінченню школи працював у колгоспі імен Леніна Нововодолазького району.
Закінчив Харківський автодорожній інститут, механічний факультет (1969—1974), за спеціальністю інженер-механік.
З 09.1974 — керівник підрозділу в/ч, місто Білогорськ Амурської області.
09.1976-03.1977 — інженер Нововодолазької райсільгосптехніки. 03.1977-06.1979 — заступник керівника, 06.1979-03.1987 — керівник Зачепилівської райсільгосптехніки.
03.1987-12.1994 — голова правління колгосп імен Леніна (науково-виробнича агрофірма «Рокитне») Нововодолазького району.
10.1998-09.1999 — заступник начальника Управління стратегії розвитку агропромислового комплексу та продовольства Кабінету Міністрів України.
1999—2003 — директор фірми «Булнет».
05.-11.1989 — фірма «Севесо» міста Роттердам, Нідерланди (сертифікат фермера).
Листопад 1992 — фірма «Tennant», місто Міннеаполіс, США (сертифікат менеджера).

## Політична діяльність
Народний депутат України 2-го скликання з 04.1994 (2-й тур) до 04.1998, Зміївський виборчий округ № 391, Харківської обл.
Член Комітету у закордонних справах і зв'язках з СНД.

## Джерело
- Довідка [Архівовано 4 березня 2016 у Wayback Machine.]